# Tobiáš Štefek z Koloděj
Tobiáš Štefek z Koloděj, něm. Tobias Steffeck von Kol[l]odey (? – 21. června 1621) byl český měšťan, původem poddaný na panství rodu Smiřických.

## Život

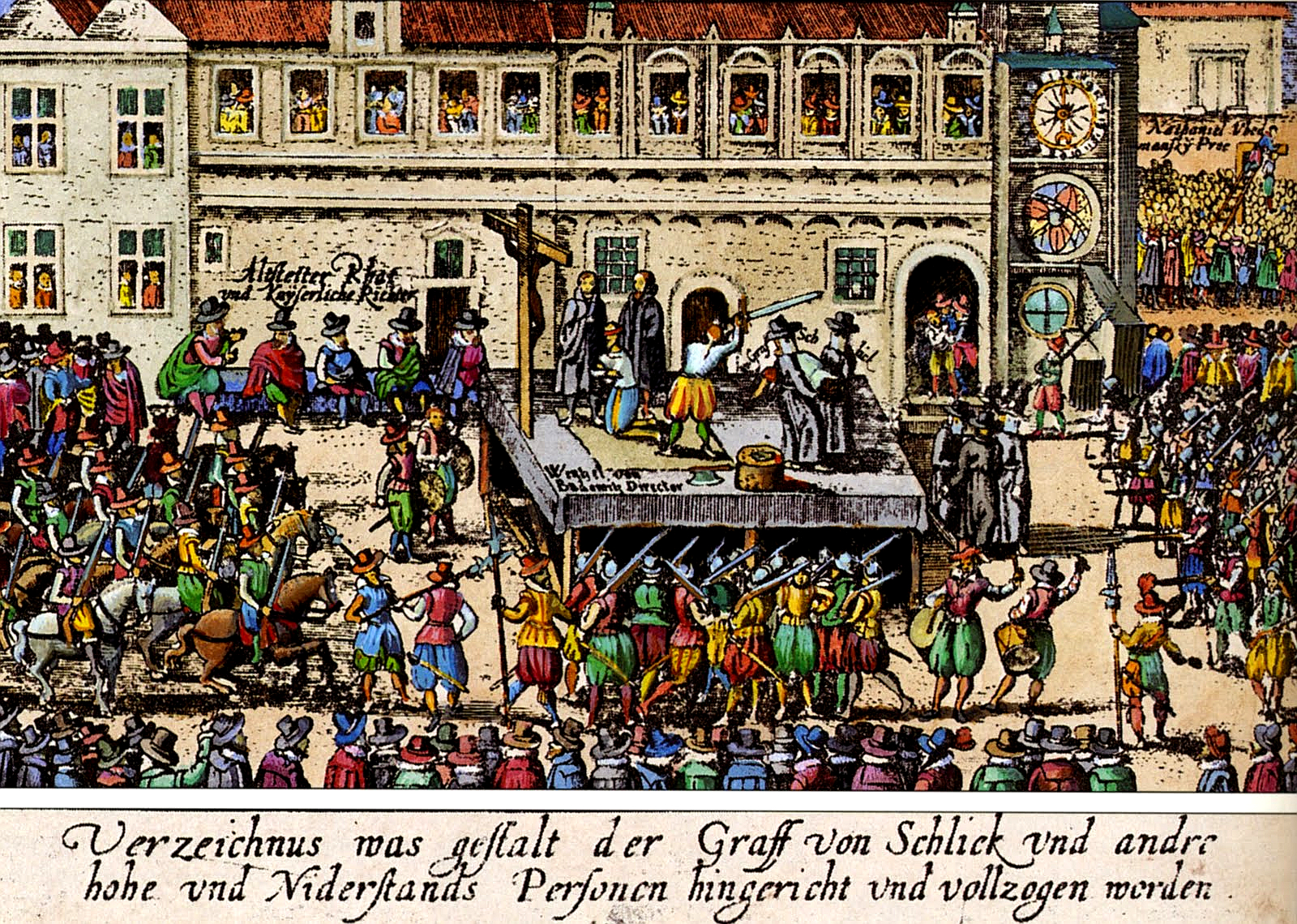
Poprava 27 "českých" pánů na Staroměstském náměstí

Narodil se v Náchodě v měšťanském domě čp. 19 na hlavním náměstí, který se nyní nachází v sousedství budovy Komerční banky (původně paláce městské spořitelny). V mladším věku vychovával šlechtické děti, potom byl panským úředníkem a regentem všech panství Smiřických. 12. února 1593 obdržel se svým bratrem Matějem erb a přídomek z Koloděj.
Poprvé se oženil 7. listopadu 1595 s Kateřinou, dcerou Jana Laštovičky, pak s Annou, vdovou po Danielu Pražákovi. Z prvního manželství vzešli Štěpán a Ludmila, z druhého Tobiáš a Anna.
Roku 1612 nabyl v Praze městského práva. Byl zvolen mezi defensory konsistoře a university. Za stavovského povstání v letech 1618–1619 byl direktorem městského stavu. Jako direktor z městského stavu spolupodepisoval konfederaci učiněnou s jinými zeměmi, hlasoval pro zavržení krále Ferdinanda II. a zvolení Fridricha Falckého za českého krále. Účastnil se jako spolupřehlížitel roku 1619 opravy justifikací a dedukcí svobodného práva stavů českých k volbě českého krále. Byl vězněn od 21. února do 13. března 1621 v Novoměstské radnici v Praze, 29. března 1621 byl převezen na Pražský hrad a odsouzen hrdelní císařskou komisí ke ztrátě hrdla, cti a statků.
Tento rozsudek Ferdinand II. 26. května 1621 potvrdil. Dne 21. června 1621 byl sťat druhým mečem jako první.
Ani jeho dva synové otce nezapřeli, starší Štěpán byl mistrem svobodných umění a doktor lékařství. Studia zahájil na gymnáziu ve Zhořelci, poté studoval v Brémách a Marburku. V roce 1619 získal doktorát lékařství. V Praze žil se svou ženou Dorotou rozenou Celestýnovou. Měli dceru Annu a syna, jehož jméno se nedochovalo. Roku 1627 odešla celá rodina do exilu. Štěpán, který přežil své děti, zemřel po roce 1653 pravděpodobně v Drážďanech.
Mladší syn Tobiáš (narozen 1615) odešel pravděpodobně s rodinou svého staršího bratra do exilu (Pirna ?). Při vpádu Sasů roku 1631 přišel do Prahy a sňal hlavu svého otce z mostecké brány. Poté se zúčastnil slavnostního pohřbení ostatků popravených pánů. Tento pietní akt se konal v neděli 20. nebo 30. listopadu 1631 ve 14 hodin a protáhl se dlouho do nočních hodin, kdy se konal tajný pohřeb a hlavy byly uloženy neznámo kam. Za toto provinění byl 25. ledna 1634 konfiskační komisí frýdlantskou odsouzen a jeho jmění bylo zkonfiskováno. V letech 1640 – 1650 byl ve službách knížat anhaltských, po jejichž přímluvě byl roku 1646 povýšen Ferdinandem III. do šlechtického stavu.